# Drukkerij-Uitgeverij Gust Janssens
Drukkerij-Uitgeverij Gust Janssens was een Belgische drukkerij en uitgeverij gevestigd in Antwerpen.

## Historiek
Het bedrijf heeft zijn oorsprong in de boekhandel van volksschrijver en beeldhouwer Lodewijk Janssens in de Kerkstraat. In 1881 werd het uitgebreid met een drukkerij en uitgeverij en in 1888 werd er uitgeweken naar de Carnotstraat. Er werd toegelegd op volksuitgaven en Vlaams toneelwerk, tevens werd het satirisch weekblad Tybaert de Kater er gedrukt. Na het overlijden van Lodewijk Janssens werd de zaak aanvankelijk verder gezet door zijn drie zonen. 
In 1910 verliet Emiel Janssens de zaak en richtte een papier- en kantoorboekhandel op en in 1912 verliet ook Jef Janssens de zaak na de overname van het fonds toneelwerken. Hierdoor kwam de zaak volledig in handen van Gust Janssens. In 1916 werd de eerste druk van de expressionistische dichtbundel Music-Hall, het debuut van Paul Van Ostaijen, er gedrukt. In 1919 werd er opnieuw verhuisd naar de Kerkstraat, alwaar naar ontwerp van architect Hyppolite Berger omstreeks 1916-'18 een nieuwbouw was opgetrokken. Vanaf 1919 werd het Vlaams-nationalistisch dagblad De Schelde er gedrukt. 
In 1972 werden de activiteiten van de drukkerij-uitgeverij gestaakt.